# 라마크리슈나 미션

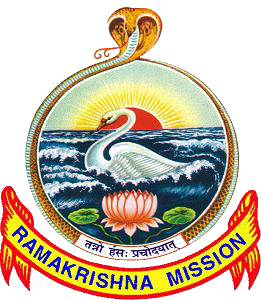
엠블럼

라마크리슈나 미션(Ramakrishna Mission, RKM)은 비베카난다가 그의 스승 라마크리슈나의 가르침을 사회적으로 실천에 옮기기 위하여 1897년에 설립한 교단(敎團). 의료·구호사업·재해구제·교육·출판 등의 사회사업과 봉사를 하여 인도에 있어서 같은 종류의 교단 중에서는 가장 크고 국내에 있어서뿐만 아니라 버마, 말레이시아 등 아시아의 여러 나라와 아프리카, 유럽, 남북 아메리카 등지에서 활동하고 있다. 본부는 캘커타 근교에 있는 베루루 승원(僧院)이며, 각지에 베단타 사상을 보급하기 위하여 이곳으로부터 스와미(導師)가 파견된다.